# Daya Kampong Baro
Daya Kampong Baro is een bestuurslaag in het regentschap Pidie van de provincie Atjeh, Indonesië. Daya Kampong Baro telt 289 inwoners (volkstelling 2010).